# Бонбоньєрка
Бонбоньє́рка (від фр. bonbonnière, від bonbon — «цукерка») — гарно оформлена коробка для цукерок.
Спочатку бонбоньєрки були двох типів:
- у формі кубика або скриньки, глибокі та високі — для постійного зберігання цукерок (ці бонбоньєрки виготовлялися з дерева або металу — срібла, міді, латуні, жерсті);
- також були плоскі — для укладення тендітних цукерок (з лікером) в один ряд, з відділенням для кожної цукерки — вони виготовлялися з картону, тому що служили лише для перенесення цукерок з кондитерської, і спочатку були позбавлені прикрас. Поступово цей вид бонбоньєрок став домінувати, у них стали укладати в основному лише шоколадні цукерки, а зовнішню сторону коробки прикрашали кольоровим папером з малюнками. У цей час мистецтво бонбоньєрок одержало надзвичайний розвиток.

Сьогодні до нас прийшла гарна європейська традиція дарувати бонбоньєрки гостям на весіллі. Їх роздають гостям, кладучи поруч із тарілкою гостя, на неї або розкладають на окремому столику, щоб кожен охочий міг підійти і взяти її. На коробочках можуть бути надруковані ініціали або імена наречених, дата весілля або вони можуть бути оформлені квітами й стрічечками. В середину кладуть круглі цукерки або маленькі сувенірні шоколадки.
Таким чином, сучасна бонбоньєрка є свого роду гарантійним паспортом виробу, вона містить інформацію про фірму, фабрику, рік її випуску, якості та назву виробу (іноді з поясненням). Бонбоньєрки є також предметом колекціонування, поряд з марками, значками і сірниковими коробками, тому що допомагають збирати відомості по історії кондитерського виробництва.